# La Reine des neiges (roman)
Pour les articles homonymes, voir La Reine des neiges.
La Reine des neiges (titre original : The Snow Queen) est un roman de science-fiction écrit par Joan D. Vinge et publié en 1980.

## Résumé
La planète Tiamat est le plus primitif des derniers mondes encore à portée spatiale de l'Hégémonie.
Elle a tout perdu de la technologie de vol hyperspatial de ses ancêtres, et les seuls voyages possibles se font en utilisant les remous quantiques à l'intérieur d'un trou noir, dernier passage entre différents mondes éloignés.
Arienrhod la Reine des Neiges fait ce qui est en son pouvoir pour aider son peuple à sa manière. Elle projette d'utiliser Moon, son clone, pour remplir ses desseins.
Car l'Hégémonie refuse que Tiamat se développe. Pourquoi ? D'un autre côté, il y a peut-être un rapport avec l'eau de jouvence issue du massacre des Ondins. Le passé sera finalement révélé...

## Le cadre du roman
- Tiamat : c'est la planète où se déroule l'essentiel de l'histoire.

Elle est recouverte en grande partie d'eau, ce qui a amené ses habitants les Tiamatains à déifier la mer sous diverses expressions: la Dame, la Mère de la Mer, la Mère. Les Tiamatains sont monothéistes. Tiamat est en rotation autour d'un système triple: deux étoiles jumelles et un trou noir. La durée de rotation est de 300 ans. Pendant les 150 premières années, les étoiles sont assez éloignées du trou noir et n'émettent pas fortement d'énergie: la saison sur Tiamat est alors l'hiver. Dans ces conditions, les vaisseaux spatiaux peuvent emprunter le trou noir pour voyager plus vite que la lumière. Les 150 années suivantes, les étoiles se rapprochent du trou noir et émettent plus d'énergie, provoquant l'été sur Tiamat mais rendant le voyage par le trou noir impraticable.
Deux peuples cohabitent sur Tiamat : les Hiverniens et les Etésiens. Les Hiverniens ont le pouvoir pendant la saison hivernale, et les Etésiens l'ont pendant la saison estivale. Les deux peuples ont oublié qu'ils ont des ancêtres communs et s'entendent assez mal: les Hiverniens sont technophiles, amicaux avec les Extramondiens (originaires d'autres planètes), et ont délaissé les croyances traditionnelles. Les Etésiens sont conservateurs, voire souvent xénophobes, très croyants envers la Dame, respectueux envers les sibylles et devins qui sont considérés comme les porte-parole de la Dame.
Système politique: Tiamat est une monarchie théocratique.
La Reine est traditionnellement considérée comme l'incarnation de la Dame. Tous les 150 ans, la Reine est sacrifiée à la Dame en étant jetée à la mer et remplacée par une nouvelle Reine, issue du peuple dont c'est le tour de régner, et élue lors d'une fête appelée Festival. Tous les 20 ans environ, il se déroule un Festival ainsi qu'une Nuit des Masques, mais la pratique du sacrifice humain de la Reine d'un soir a été abandonné.
Tiamat appartient partiellement à une confédération de planètes appelée Hégémonie; partiellement car elle est inaccessible pendant l'Eté. Sept autres planètes appartiennent à l'Hégémonie: Kharemough, Grande Bleue, Newhaven, Ondinée, Tsieh-Pun et 2 autres planètes inconnues.
- Kharemough : c'est la planète qui se considère comme le leader de l'Hégémonie, et la plus développée technologiquement.

Sa société est divisée entre trois classes très étanches: les Techniciens, les Non-techniciens et les Inclassables. Les Techniciens et les Inclassables n'ont même pas le droit de se parler directement. La planète a quasiment été détruite par la pollution et seuls les plus riches ont les moyens encore de vivre sur la planète elle-même: les autres vivent en orbite, dans les stations-satellites comme le Marché aux Voleurs.

## Les personnages
- Arienrhod: c'est la Reine des Neiges et l'origine de toute l'histoire. Très belle, elle a les cheveux presque blancs. Quand son règne touche à sa fin, elle ne veut pas abandonner le pouvoir et se fait cloner afin qu'un de ses clones, élevé chez les Etésiens, la remplace sur le trône. Elle a conservé sa jeunesse grâce à l'eau de vie, un élixir tiré du sang des ondins, animaux qu'on ne trouve que dans les eaux tiamataines. En commercialisant cet élixir, Arienrhod obtient des avancées technologiques pour son peuple.
- Moon Marchalaube Etésienne: clone d'Arienrhod, elle ignore qu'Arienrhod compte sur elle pour la remplacer sur le trône. Très croyante au début, elle souhaite et réussit à devenir sibylle. Partie pour la capitale Escarboucle, en dépit des risques (sibylles et devins y sont interdits), elle se trouve embarquée par erreur pour Kharemough où elle découvre que l'Hégémonie dissimule aux Tiamatains la vérité sur les sibylles afin de maintenir Tiamat dans sa dépendance et garder l'accès à l'eau de vie. Elle revient sur Tiamat pour retrouver son cousin et amant Sparks et réussit à devenir Reine d'Eté.
- Sparks Marchalaube Etésien: cousin de Moon, son père extramondien lui a légué une grande curiosité envers la technologie, ce qui le pousse à se rendre à Escarboucle. Il tombe rapidement entre les mains d'Arienrhod qui veut se servir de lui pour attirer Moon, et devient l'amant de la Reine... avec tout ce que cela implique en termes de dégradation morale. Moon réussit à le faire échapper à la fin du roman et à se réconcilier avec lui.
- Geia Jerusha Pala-Thion: extramondienne newhavenaise, c'est la seule femme présente dans la police, ce qui n'est pas facile dans ce milieu très machiste. Elle empêche à deux reprises la réussite des plans de domination d'Arienrhod, ce qui poussera la Reine à tenter de la pousser à bout.
- BZ Gundhalinu: inspecteur de police kharemoughi, d'origine technicienne, il est très arrogant et sûr de sa supériorité, mais devra apprendre l'humilité une fois fait prisonnier par des nomades hiverniens qui le placeront dans un zoo... Moon l'aide à s'en évader. Son rôle sera beaucoup plus grand dans La Reine de l'Eté et il est le héros de Finismonde
- Ngenet ran Ahase Miroe: contrebandier extramondien installé sur Tiamat depuis plusieurs générations. Il souhaite protéger et comprendre les ondins.
- Destinée Ravenglass Hivernienne: la seule sibylle hivernienne de Tiamat. Elle est aveugle et fabrique des masques. C'est elle qui crée le masque de la Reine d'Eté et qui couronne Moon. C'est la meilleure amie de Sparks à Escarboucle.
- Starbuck: surnom donné au consort de la Reine des Neiges. Il est masqué afin que personne ne reconnaisse son visage ni ne l'arrête, car Starbuck est souvent l'exécuteur des basses œuvres d'Arienrhod. Sparks réussit à obtenir ce rôle en battant en duel le précédent Starbuck.
- Tor Marchétoile Hivernienne: ouvrière dans les docks d'Escarboucle, Sparks réussit à la faire monter dans la société en faisant d'elle une "femme de paille" pour les activités illégales d'un extramondien surnommé La Source, en échange de renseignements.
- Clavally Pierrebleue Etésienne: sibylle rencontrée par Moon et Sparks alors enfants, c'est elle qui éveille en Moon la vocation de sibylle. C'est également elle qui la forme à cette tâche.
- Danaquil Lu Wayaways Hivernien: "promis" (conjoint) de Clavally, c'est le seul devin hivernien de Tiamat. Il a été chassé de Tiamat quand on a découvert son statut de devin et en garde une cicatrice sur la joue et la gorge.
- La Source: Thanin Jaakola de son vrai nom. C'est un des grands noms de la pègre de l'Univers. Il est originaire de Grande Bleue. Arienrhod a parfois recours à lui pour des basses besognes de grande ampleur, comme son projet d'empoisonner la population étésienne venue à Escarboucle pour le Festival afin de garder le pouvoir. Il utilise des personnes ressortissantes de la population locale comme écran à ses activités, afin qu'en cas d'arrestation, ceux-ci relèvent de la justice locale et non de l'extramondienne. Ainsi, il n'y a jamais vraiment de preuves contre lui. Tor Marchétoile est une de ces « femmes de paille » qui lui sert de couverture, à la demande de Sparks Marchalaube, pour le casino "Chez Persiponë". On ignore à quoi ressemble Thanin Jaakola, ni même s'il ressemble à quelque chose : il se tient toujours dans le noir le plus total. La rumeur prétend qu'il souffre d'une maladie qui lui rend la lumière insupportable, mais ceux qui essaient de regarder ne voient qu'un rougeoiement vague et une silhouette déformée.

## Éléments-clés de l'univers de la trilogie

### Les Ondins
Ces animaux ne vivent que dans les eaux de Tiamat. Ils peuvent marcher sur terre, mais sont assez maladroits dans ces conditions. En mer, ils doivent refaire surface régulièrement pour respirer. Ils communiquent par des chants. Ils sont aussi grands que des humains et deux fois plus lourds qu'eux. Les mâles se reconnaissent à un collier de poils brun doré autour du cou et les femelles à un "V" de poils de couleur inconnue sur le poitrail. On sait qu'ils ont des nageoires. Leur régime alimentaire est inconnu. 
Les ondins sont très sociables ; ils vivent en colonies, s'occupent des plus jeunes de façon collective et portent secours à l'un des leurs en danger. 
De nature, ils ne fuient pas les humains, ce qui arrange le travail des chasseurs. Les ondins sont réputés sauver les marins perdus en mer (Moon elle-même est sauvée par une colonie d'ondins après le crash de son vaisseau) et les guider dans les passages difficiles. Le seul moyen de les disperser est d'émettre des ultra-sons, mais on peut utiliser à défaut un aéroglisseur, dont le moteur les effraie.

### Les Etésiens
Ils considèrent les ondins comme les animaux sacrés de la Dame. Ils disent que le chant des ondins est la façon qu'ont ces animaux de vénérer la Dame : Moon, Ariele Marchalaube et Reede (dans La Reine de l'Eté), montreront que l'ondinchant est un véritable langage. Les ondins sont l'objet de nombreuses superstitions étésiennes : on dit qu'un homme qui tue un ondin involontairement sera frappé de malchance toute sa vie, et que celui qui tue un ondin  volontairement est tué par les autres Etésiens. La présence d'ondins est un signe de chance et une preuve que la Dame sourit. 

### L'eau de vie
Pour les Hiverniens, les ondins ne sont que de simples animaux, mais précieux : leur sang contient un virus bénin qui permet, quand on l'ingère, de conserver un corps en son état. Boire quotidiennement l'extrait du sang d'ondin, baptisé "eau de vie", est donc un moyen de conserver sa jeunesse. Un effet secondaire est de provoquer la stérilité temporaire du consommateur. Certains disent que la stérilité devient définitive avec le temps, et que l'eau de vie peut provoquer la folie chez certains. 
Le commerce de l'eau de vie est la principale, voire la seule ressource de Tiamat quand les Hiverniens sont au pouvoir. Le produit coûte des fortunes, mais on peut en obtenir grâce à des relations privilégiées avec la Reine ou en échange de services rendus : la Source exige une récolte entière d'eau de vie pour prix de son empoisonnement de la population étésienne. 
Pour se fournir en eau de vie, la Reine d'Hiver charge Starbuck d'organiser des chasses régulières d'ondins, qui sont vidés de leur sang et dont les cadavres sont abandonnés ensuite aux charognards. Il n'existe aucun moyen de prélever le virus ou de le cultiver indépendamment du corps de l'ondin. La période hivernale de Tiamat est donc la saison du massacre des ondins, et on compte ensuite sur la période estivale pour que leur population se reconstitue.

### Le réseau divinatoire
Dans le passé, toutes les connaissances furent entreposées dans un gigantesque ordinateur par deux hommes, Vanamoïnen et Ilmarinen. L'emplacement de l'ordinateur fut et est gardé secret. Seule Moon a compris que cet ordinateur se trouve à Tiamat, sous la ville d'Escarboucle. Les terminaux de cet ordinateur sont des humains, appelés sibylles (pour les femmes) et devins (pour les hommes). Les sibylles et devins sont choisis par des lieux créés par les deux fondateurs du réseau : quand on s'y rend, une personne apte est attirée par une sorte de musique et par une lumière verte, tandis qu'une personne inapte se sent mal à l'aise et se trouve dans l'obscurité. 
Les élus reçoivent ensuite une formation : on leur apprend à canaliser leurs pensées et à maîtriser leur esprit. Ils sont contaminés par voie sanguine par un virus bénin qui restructure certains tissus de leur cerveau et les rend capables de se connecter à l'ordinateur central ou, si l'ordinateur ne possède pas la réponse (par ex, si on demande au devin des nouvelles de sa famille), à un autre devin ou une autre sibylle. On appelle cette opération "Transfert" ; elle est assez fatigante pour ceux qui la vivent. 
À noter que le virus, bénin chez les personnes aptes, est dangereux pour les autres. On peut être contaminé par voie sanguine, par la salive si on a une blessure ouverte, ou par voie sexuelle si on ne prend pas certaines précautions. Une personne inapte et contaminée devient folle. Les sibylles et devins sont reconnaissables à un tatouage en forme de trèfle dans le cou, et au port du trèfle (le symbole du danger biologique) en médaillon.
Mais sur Tiamat, une grande partie de ces informations ont été perdues. Outre l'emplacement de l'ordinateur central que tout le monde ignore, les Tiamatains ont oublié que les sibylles et devins devaient aider au développement technologique. Les Etésiens considèrent que les sibylles et devins parlent au nom de la Dame; pour les Hiverniens, tout ceci n'est que superstition, et les sibylles et devins sont des fous dangereux à cause de leur virus. 
Ces derniers sont d'ailleurs interdits de séjour à Escarboucle durant tout le règne d'Hiver; Danaquil Lu, devin, a été violemment chassé de la ville, et Destinée Ravenglass doit tenir secrète son identité de sibylle. Les Extramondiens entretiennent soigneusement ce secret sur la vraie nature des sibylles et devins : ainsi, Tiamat reste dépendante à 100 % de l'Hégémonie pour son développement et peut continuer à payer en eau de vie les commodités technologiques.

### Le Festival
C'est le grand moment de la culture timataine. Il a lieu tous les 20 ans environ. Il consiste en plusieurs jours de fête ininterrompue dans les rues d'Escarboucle, toutes populations mêlées : Hiverniens, Etésiens et Extramondiens. Tous sont invités à oublier leurs querelles et même leurs inhibitions. Le point culminant du Festival est la "Nuit des Masques" : toute la population masquée est encouragée à se rencontrer et à festoyer, voire plus si affinités. Les enfants conçus lors de cette nuit sont considérés comme bénis (dans la société matriarcale de Tiamat, le fait de ne pas connaître son père n'est pas considéré comme déshonorant). On les appelle les "gaiconçus" et ils portent un prénom spécial (Sparks, Moon, Destinée,...). 
Le lendemain, tous les masques sont jetés à la mer : symboliquement, on jette le passé et on initie le renouveau. Les masques sont faits à la main au cours de toutes les années qui séparent deux Festivals, afin qu'il y en ait pour tout le monde. Les plus réputés sont eux de la famille Ravenglass, et encore plus ceux de Destinée Ravenglass : c'est elle qui a été choisie pour réaliser le Masque de la Reine d'Eté.
Lors du Festival, une Reine est élue pour gouverner les festivités et incarner provisoirement la Dame. Pour devenir Reine, il faut d'abord gagner la course éliminatoire, puis être choisie par celle qui a confectionné le masque de la Reine. La Reine doit alors représenter la joie d'exister; la toucher porte bonheur. Auparavant, la Reine du Festival, ainsi que son conjoint, était sacrifiée en étant jetée à la mer, mais cette tradition a été abandonnée comme trop barbare à l'arrivée des Extramondiens. On n'offre désormais plus que des mannequins portant les masques de la Reine et de son partenaire.
Toutefois, tous les 150 ans, le Festival et sa Reine sont plus importants, car la Reine élue régnera réellement pour le siècle et demi à venir (si elle vit assez longtemps: c'est le cas d'Arienrhod, grâce à l'eau de vie). Les modalités de sélection sont identiques, mais le sacrifice humain est réel : l'ancienne Reine, celle de la saison qui s'achève, et son conjoint sont sacrifiés à la Mer le lendemain, tandis que la Reine élue la veille prend sa place sur le trône. Moon est ainsi amenée à assister et ordonner le sacrifice d'Arienrhod et de Starbuck.
Hors d'Escarboucle, ceux qui ne peuvent ou ne veulent pas se rendre dans la capitale organisent des Festivals locaux. C'est l'occasion pour un clan de se retrouver. La Reine locale ne l'est que pour une journée, le temps de la fête, après avoir gagné la traditionnelle course. Elle est vénérée comme une incarnation provisoire de la Dame, respectée par les plus âgés, courtisée par les plus jeunes, et préside aux offrandes. Il n'y a aucun sacrifice lors des Festivals locaux. Être choisie comme reine est vécu comme un honneur qui rejaillit sur tout l'entourage de l'élue.